# Robert Gascoyne-Cecil (6e marquis de Salisbury)
Pour les articles homonymes, voir Robert Gascoyne-Cecil.
Robert Edward Peter Gascoyne-Cecil, 6e marquis de Salisbury, (24 octobre 1916 – 11 juillet 2003), titré vicomte Cranborne de 1947 à 1972, est un propriétaire terrien britannique et un politicien conservateur.

## Biographie
Il est le fils aîné et le seul survivant de Robert Gascoyne-Cecil (5e marquis de Salisbury), et d'Elizabeth Vere Cavendish, fille de Richard Cavendish. Pendant la Seconde Guerre mondiale, il sert dans les Grenadier Guards. Il participe au débarquement de Normandie en 1944 avec le 2e Bataillon et est membre de la première unité britannique à entrer à Bruxelles. Il est ensuite nommé assistant militaire de Harold Macmillan, alors ministre résident en Afrique du Nord.
Il siège comme député conservateur de Bournemouth West de 1950 à 1954. En 1972, il succède à son père dans le marquisat et entre à la Chambre des lords. Il lui succède également à la présidence du Conservative Monday Club. Il soutient la revue Salisbury et est président de la Société anglo-rhodésienne et des amis de l'Union.
Lord Salisbury détenait 8 500 acres autour de Hatfield House et 1 300 acres à Cranborne Manor, Dorset. Au moment de sa nécrologie, il possède une propriété autour de Leicester Square, Londres, gérée par Gascoyne Holdings .

## Mariage et enfants
Lord Salisbury épouse Marjorie "Mollie" Olein Wyndham-Quin (15 juillet 1922 – 12 décembre 2016), petite-fille de Windham Wyndham-Quin, 5e comte de Dunraven et Mount-Earl, le 18 décembre 1945. Lady Salisbury est une jardinière réputée.
- Robert Gascoyne-Cecil (7e marquis de Salisbury) (né le 30 septembre 1946)
- Richard Valentine Gascoyne-Cecil (26 janvier 1948 – 20 avril 1978)
- Charles Edward Vere Gascoyne-Cecil (né le 13 juillet 1949)
- Valentine William Gascoyne-Cecil (né le 13 mai 1952)
- Henry Gascoyne-Cecil (né le 3 mai 1955 – 6 mai 1955)
- Rose Alice Elizabeth Cecil (née le 11 septembre 1956)
- Michael Hugh Cecil (né le 23 mars 1960)